# موسى إل. فروست
موسى إل. فروست (بالإنجليزية: Moses L. Frost)‏ هو سياسي أمريكي، ولد في 25 أغسطس 1871، وتوفي في 3 أكتوبر 1958. حزبياً، نشط في لاحزبي ‏. وقد انتخب عضو مجلس ولاية مينيسوتا.